# Bottenau
Bottenau ist ein Ortsteil der Stadt Oberkirch im Ortenaukreis in Baden-Württemberg. Der Ort liegt zwei Kilometer westlich vom Kernbereich von Oberkirch.

## Geschichte
Bottenau wurde erst 1935 als selbständige Gemeinde gebildet. Der namensgebende Ort war 1296 als Botnowe erstmals erwähnt worden und gehörte bis 1935 zur Gemeinde Durbach. Die zu Bottenau gehörigen Weiler Diebersbach (1381 als Diepolczbach erwähnt) und Schlatten (1381 als „in dem Slatten“ erwähnt) gehörten bis 1935 zur Gemeinde Butschbach sowie Meisenbühl (1432 als „uff der Egesen“ erwähnt) zur aufgelösten Gemeinde Herztal. Herztal (1346 „zu Hetzelis“ erstmals erwähnt und heute zum Stadtteil Nußbach gehörig), war seit 1846 der Name der Gemeinde Meisenbühl, als diese aus mehreren Weilern neu gebildet worden war.
Im Mittelalter, wahrscheinlich schon im 14. Jahrhundert, gehörte der Vordere Teil von Bottenau zur Landvogtei Ortenau. Innerhalb der Landvogtei war es Teil des Landgerichts Appenweier.
Bottenau wurde am 1. Januar 1975 nach Oberkirch eingemeindet.

## Sehenswürdigkeiten

### Kapelle St. Wendelin
Die St. Wendelins Kapelle steht auf einer Anhöhe westlich von Bottenau. Neben der heutigen Kapelle stand im Mittelalter ein Vorgängerbau. Dieser wurde auf Geheiß des Appenweirer Gerichtsvogts Simon Bruder Mitte des 18. Jahrhunderts abgerissen und durch einen Neubau, die heutige Kapelle, ersetzt. Die Kapelle St. Wendelin wurde im Jahr 1756 erbaut. Sie dient zur Verehrung des Hl. Wendelin.

### Burgruine Fürsteneck
Nordöstlich von Bottenau liegt die Ruine der Burg Fürsteneck, einer Höhenburg, die Ende des 12. Jahrhunderts erbaut wurde.

### Brandstetter-Kapelle

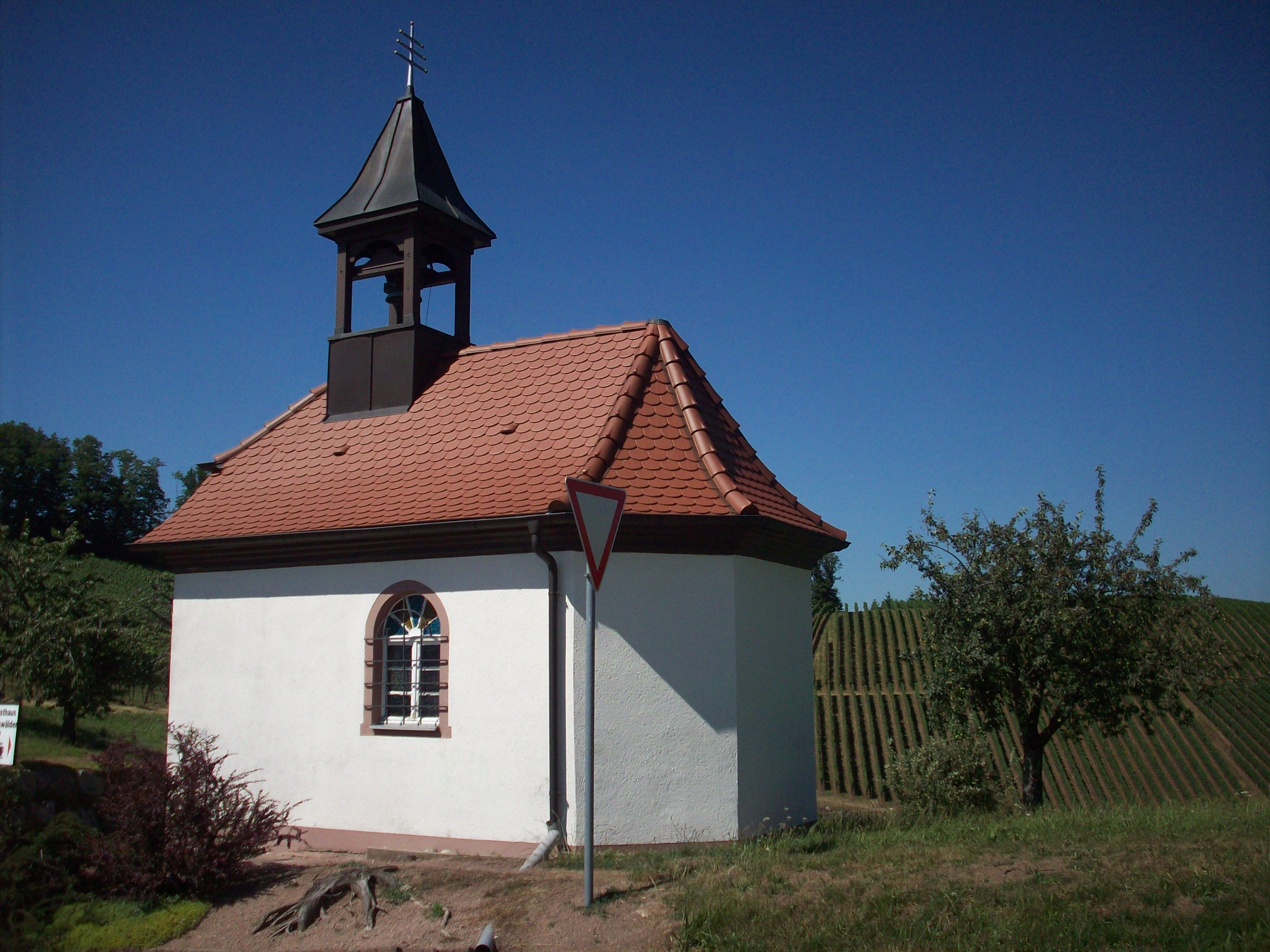
Brandstetter Kapelle

Die Brandstetter-Kapelle steht auf der Passhöhe von Bottenau in Richtung  Durbach (Im Jahr 1913 erhielt die Kapelle einen Altar der Gebrüder Moroder).

### Geigerskopfturm
Der Geigerskopfturm ist ein Aussichtsturm, der auf dem 436,2 m hohen Geigerskopf steht. Der Turm gehört dem Schwarzwaldverein und ist seit dem Jahr 2000 frei zugänglich.

## Traditionen

### Bauerngericht
Am 28. Dezember jeden Jahres tritt das traditionelle Bottenauer Bauerngericht zusammen. Seit der Schließung des Restaurants Weinbergblick findet das Bauerngericht ausschließlich im Hotel Rebstock statt. Am 28. Dezember 2014 feierte Bottenau das 300-jährige Bestehen des Bauerngerichtes.